# Курчавый арасари
Курчавый арасари (лат. Pteroglossus beauharnaisii) — вид птиц из семейства тукановых (Ramphastidae).

## Описание
Длина тела 40—45 см, вес 190—280 г. На голове у этого тукана имеются завёрнутые тёмно-синие перья. Латинское название арасари означает перо язык. Их язык приспособлен к поеданию плодов.

## Распространение
Курчавый арасари обитает в тропических лесах Южной Америки: на территории Бразилии, Боливии, Перу, Гвиане, Эквадоре. Обитает в густых равнинных лесах от устья Амазонки до подножий Перуанских Анд, объединяясь в небольшие стайки.

## Образ жизни
Живут в кронах деревьев, где устраивают гнёзда в старых дуплах. По ночам спят группами по 5—6 птиц. В кладке 3—4 яйца.